# 同盟90
同盟90（ドイツ語: Bündnis 90, B90）は、東ドイツ（のちドイツ）に存在した政党連合。その後、緑の党と合併し、同盟90/緑の党となった。日本語では「90年連合」、「連合90年」などと訳される場合もある。

## 東ドイツ民主化にて
東ドイツ最初の（そしてドイツ再統一に伴って最後の）自由選挙となった1990年ドイツ民主共和国人民議会選挙に臨むため、前年の東ドイツ民主化・ベルリンの壁崩壊の過程で結成され、大きな役割を果たした新フォーラム（Neue Forum）、民主主義を今（Demokratie Jetzt）、平和と人権イニシアティヴ（Initiative Frieden und Menschenrechte）の三つの市民団体が結成した選挙連合。リベラルかつ人権を重視する市民的な立場から権威主義・全体主義的なマルクス・レーニン主義およびドイツ社会主義統一党の支配に先鋭的に反対する（反共主義）一方で、ドイツ再統一を急がず、東ドイツ独自の民主化を主張する中道左派的な姿勢を採っていた。しかし人民議会選挙はドイツ再統一に向けた熱狂が焦点となってしまい、西側に連携するパートナーを持たなかった同盟90は急速に埋没。12議席（得票率2.9%）の獲得にとどまった。選挙後、人民議会では8議席を獲得した東ドイツ緑の党と統一会派を組んだ。

## ドイツ再統一時の動き

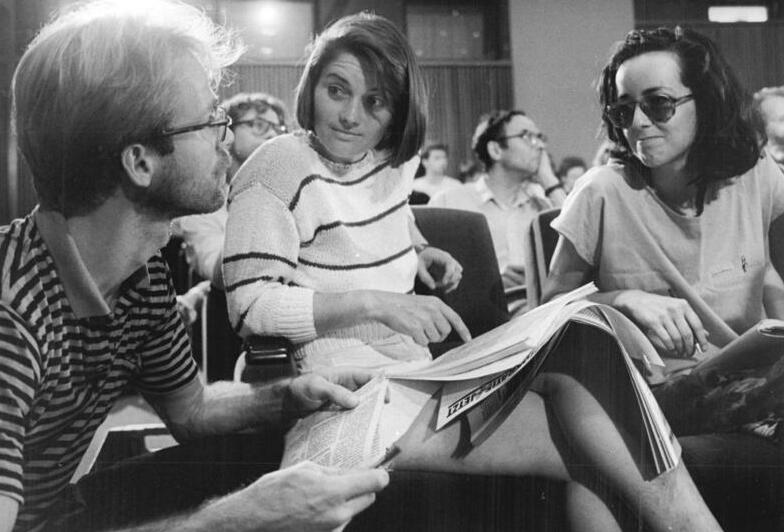
1990年8月4日、ベルリンで選挙準備の会合に参加するメンバー

ドイツ再統一後、最初に行われた1990年連邦議会選挙においては、旧東西ドイツで別々に5%阻止条項が適用されたため、緑の党と統一名簿を組んで立候補した同盟90は連邦レベルでは1.2%の得票率だったが、旧東ドイツでは6.1%を獲得し辛うじて5%を突破したため8議席を獲得した（しかし、この選挙で西側の緑の党は5%にわずかに及ばず、全議席を失っている）。

## 緑の党との合流
その後、1991年9月21日に同盟90は創設メンバーとなった3つの市民団体が正式に合流して政党となった。政党としては基本的に緑の党と共同歩調を歩んだ。そして1993年5月14日に緑の党（当時、西側からは連邦議会に議席を持っていなかった）と合流して、現在の同盟90/緑の党となった。しかし、こうした政党化をよしとせず、これに加わらずに地域活動やNGO活動に移った者もいる。

## 主な選挙での党勢推移

### 1990年ドイツ民主共和国人民議会選挙
| 選挙               | 年月日        | 得票（政党票） | 得票（政党票） | 議席数 |
| 選挙               | 年月日        | 得票数         | %              | 議席数 |
| ------------------ | ------------- | -------------- | -------------- | ------ |
| 1990年選挙（東独） | 1990年3月18日 | 336,074        | 2.9            | 12     |

- 出典：山田徹著『東ドイツ・体制崩壊の政治過程』（日本評論社）380頁、表12-1「選挙結果：各党の得票・議席数」より引用。

### ドイツ連邦共和国連邦議会議員選挙[3]
| 選挙                     | 年月日        | 得票（政党票） | 得票（政党票） | 議席数 | 選挙区 |
| 選挙                     | 年月日        | 得票数         | %              | 議席数 | 選挙区 |
| ------------------------ | ------------- | -------------- | -------------- | ------ | ------ |
| 1990年選挙（統一ドイツ） | 1990年12月2日 | 559,207        | 1.2            | 8      | 0      |

- 出典：Bundestagswahlen。